# Centro arqueológico de Ichu Yanuna
El Centro Arqueológico de Ichu Yanuna está situado en el distrito de Panao, provincia de Pachitea, departamento de Huánuco en el Perú. Fue reconocido el 17 de junio del 2009 con Resolución Directoral Nacional N° 866 del Instituto Nacional de la Cultura como  Patrimonio Cultural de la Nación.
Este centro arqueológico alberga a Ichu, que posiblemente haya sido la capital o sede de la población de los Chupachus, entendido como el lugar de residencia y gobernación de estos, como lo indica la visita de Iñigo Ortiz de Zúñiga efectuadas a la "muy noble y leal ciudad de los caballeros del León de Huánuco" en el año 1562. 
Respecto de los chupachus, se sabe que es una cultura de los andes centrales del Perú, que se expandió a lo largo del departamento de Huánuco, siendo que evidencia de ello los diversos complejos arqueológicos que aún siguen resistiendo al tiempo, como  Silla,Plaza Punta,Cóndor Guaca, Wisca, Macorgoto, Chupa, Torrejirca, Guatuna, Taulli, Marcapunta, Jantoloma,Ñaupamarca, Ushnupunta, Marcajanan, Marcapunta, Cruzpunta, Ushnu de Cochato, Piruro, Solanoucro, Siswa,Ushnu de Panaococha, Cruz Punta, Goyllarpunta, Canchay Loma, Chaglla Pampa, Campanilla Punta, Cucho, Mantacocha, Wayraj, Puytushmarcamarca, Wiyantingo o Pillcumayu, Wiyanpunta, Chiwanpunta, Magchi Chinchan; entre otros lugares más que aún quedan por descubrir, pues los estudios al respecto de los Chupachus es aún limitado.

## Ubicación
El Centro Arqueológico de Ichu Yanuna está ubicado en el centro poblado del mismo nombre, distrito de Panao, Provincia de Pachitea, departamento de Huánuco, se localiza en un cerro elevado de fácil acceso, que está rodeado por suelos agrícolas de la comunidad, aproximadamente tiene una altitud aproximado de 3000 ms.n.m.

## Origen de los Chupachus
El historiador huanuqueño José Varallanos (2009) en su libro titulado Historia de Huánuco, en el cual explica su origen y procedencia de los Chupachus, como una cultura que provino de la selva, los cuales luego de atravesar el Rio Huallaga, se asentaron en la zona andina de Pachitea, en donde empezaron a expandirse a través del desarrollo de sus actividades agrícolas, la domesticación de animales, y la edificación de viviendas, centros ceremoniales, etc. Es importante resaltar que, según este historiador, esta cultura estaba organizada por estratos sociales lideradas por sacerdotes militares. 

## Manifestaciones culturales
Cerámica:
Los artesanos Chupachus han elaborado cerámica de dos tipos de uso: doméstico y ceremonial. Entre la cerámica doméstica se encuentran fragmentos de asas,  boca amplia y  cuerpo globular de acabado tosco, grueso y de color rojizo, que posiblemente sean vasijas y ollas para cocinar los alimentos y trasladar el agua o guardar la chicha de maíz. Entre la cerámica ceremonial de uso religiosos, que posiblemente sirvió para ofrendar a los dioses a cargo de los sacerdotes Chupachus, la cerámica ceremonial se caracteriza por ser pequeñitos, tienen formas zoomorfas de camélidos y antropomorfas en posesión de cuclillas. En cuanto a la decoración no presenta incisiones pero si dibujos geométricos de color rojizo, son simples, el color de la cerámica tanto doméstico y ceremonial es rojo óxido y gris.
Arquitectura:
El centro arqueológico de Ichu Yanuna tiene las siguientes características: Está rodeado por un muro de contención de piedras superpuestas con barro, que posiblemente fue su defensa de los ataques de los enemigos que constantemente eran sorprendidos, en el centro hay varias construcciones que están conectadas con pasadizos, se observa unas pircas muy firmes, construido con lajas de piedra y barro de color rojizo, con restos de Ichu, sus medidas del espesor del muro es de 50 cm aproximadamente.
Instrumentos líticos:
Son armas ofensivas de piedras elaborados por los artesanos Chupachus, es una muestra que fue utilizado en los combates con sus enemigos, muchos de estos objetos son  considerado además con fin de estatus de la élite gobernante, así lo refiere Pérez (1999, p.323), Armas de Metal en el Perú Prehispánico.
Economía: Los chupachus tenía como base de su economía la agricultura, es decir cultivaron productos como la papa, oca, olluco, calabaza, maíz, etc. Domesticaron algunos camélidos porque en su cerámica religiosa está representada la figura de camélidos.
- Datos: Q66360612